# Железничка станица Биоче
Железничка станица Биоче је једна од железничких станица на прузи Београд—Бар. Налази се насељу Биоче у Главном граду Подгорици. Пруга се наставља у једном смеру ка Подгорици и у другом према Братоножићима. Железничка станица Биоче састоји се из 3 колосека.

## Повезивање линија
- Пруга Београд—Бар